# Žítková
Žítková település Csehországban, a Uherské Hradiště-i járásban. Žítková Pitín, Starý Hrozenkov, Bojkovice, Felsőszúcs és Drétoma településekkel határos. Lakosainak száma 177 fő (2024. január 1.).

## Népesség
A település lakosságának változását az alábbi diagram mutatja:
| Lakosok száma | 797  | 867  | 859  | 912  | 431  | 176  | 171  | 177  | 170  | 177  |
|               | 1869 | 1900 | 1921 | 1961 | 1980 | 2011 | 2016 | 2019 | 2021 | 2024 |